# Zealachertus pilifer
Zealachertus pilifer är en stekelart som beskrevs av Berry 1999. Zealachertus pilifer ingår i släktet Zealachertus och familjen finglanssteklar. Inga underarter finns listade i Catalogue of Life.